# Protestantismus in Chile

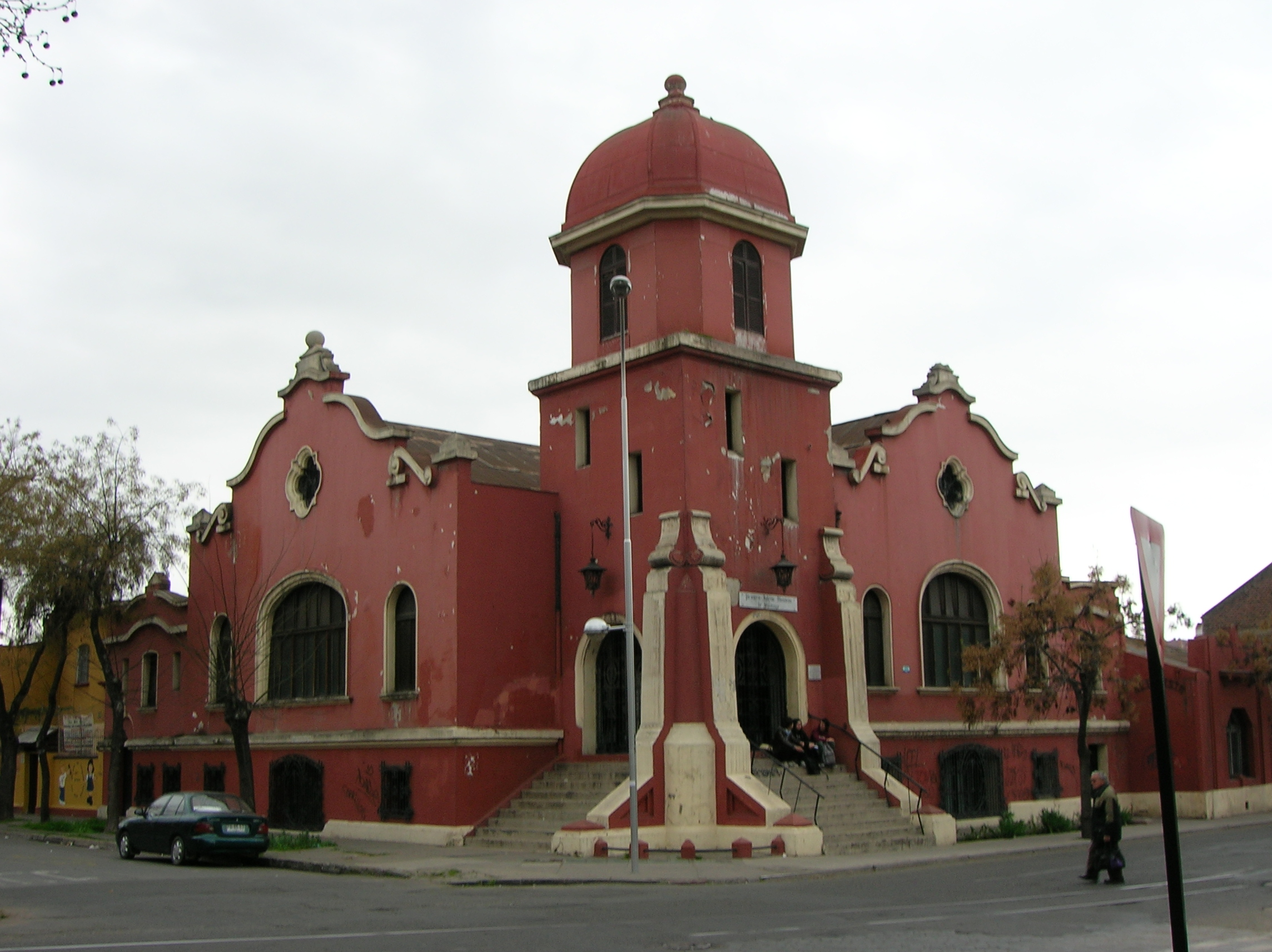
Die erste methodistische Kirche von Santiago

Der Protestantismus in Chile ist eine religiöse Minderheit innerhalb der christlichen Bevölkerung des Andesstaates. In dem Land gibt es weiterhin eine überwiegende römisch-katholische Mehrheit. Die Zahl der Gläubigen in allen protestantischen und evangelikalen Konfessionen stieg jedoch im Verhältnis zur Gesamtbevölkerung des Landes in den letzten Jahrzehnten. Laut einer Umfrage der Päpstlichen Katholischen Universität von Chile aus dem Jahr 2018 erklären sich 18 % der chilenischen Bevölkerung als protestantisch oder evangelisch.

## Geschichte

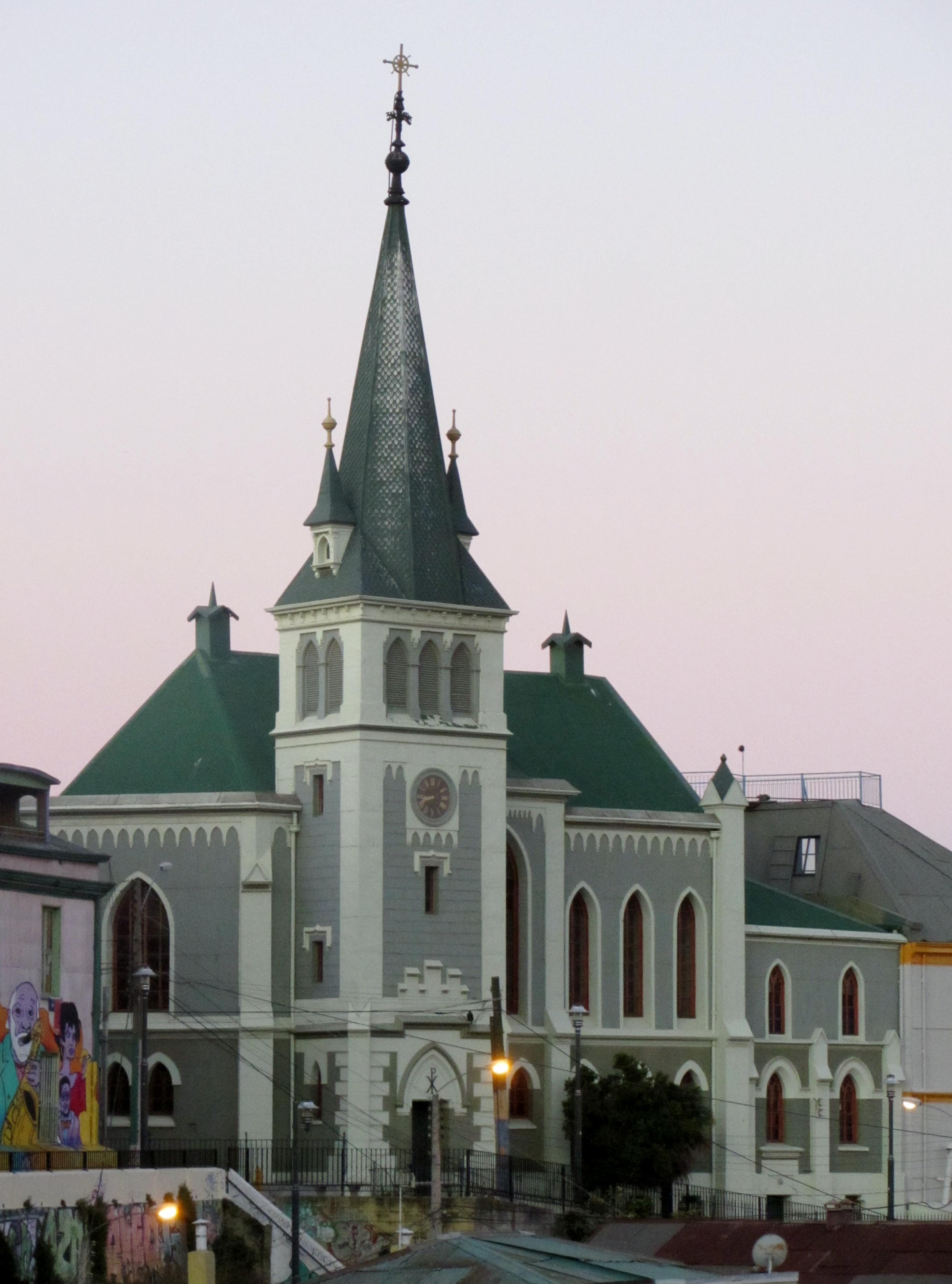
Die Evangelisch-Lutherische Kirche zum Heiligen Kreuz von Valparaíso

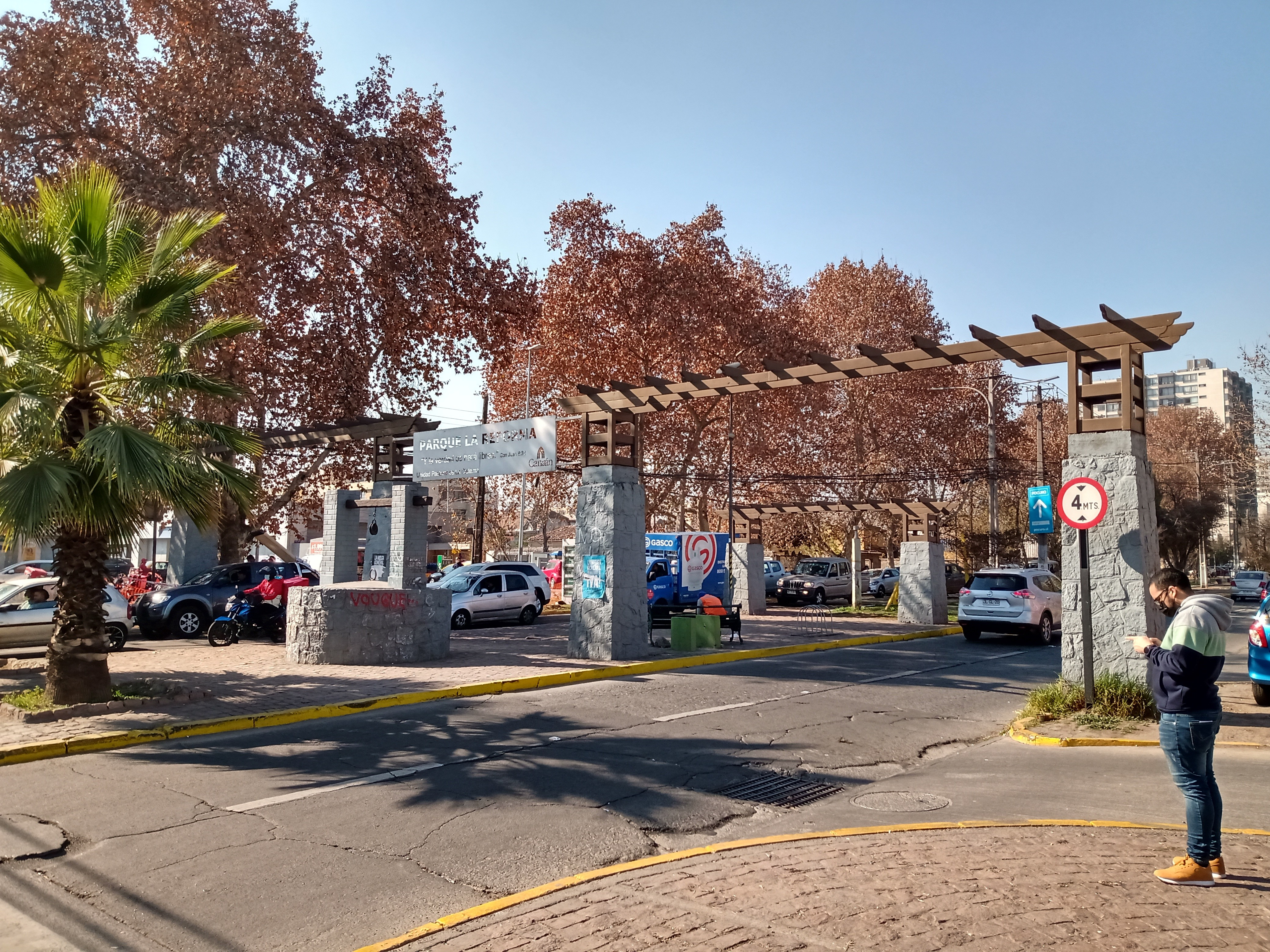
Reformationspark in La Cisterna, Santiago

Die Anfänge des chilenischen Protestantismus finden sich mit der Ankunft der ersten Prediger und Pastoren einiger Zweige des Protestantismus Mitte des 19. Jahrhunderts, insbesondere mit der Zuzug von Matrosen und Einwanderern protestantischen Glaubens in chilenische Hafenstädte wie Valparaíso und Punta Arenas sowie mit der Siedlung von Gebieten im Süden Chiles. Die Anglikaner waren die erste protestantische Kirche, die formell und de facto (ohne staatliche Anerkennung) im Land gegründet wurde, mit der Gründung der ersten Kirchengemeinde in Valparaíso im 1836. Mit der Einwanderung der ersten Siedler der deutschen Minderheit begann sich das Luthertum in Chile im Süden des Landes zu bilden. Dies geschah mit der Gründung der ersten lutherischen Kirchengemeinden in Chile im Jahr 1863 in Osorno und Puerto Montt. Gegenwärtig sind die Lutherische Kirche in Chile (ILCH) und die Evangelisch-Lutherische Kirche in Chile (IELCH) die beiden Kirchen des Luthertums in dem südamerikanischen Land. 1865 wurde den nichtkatholischen christlichen Kirchen gemäß einer Auslegung der chilenischen Verfassung die Erlaubnis erteilt, Schulen zu gründen und private Gottesdienste zu feiern.
Die ersten Protestanten in Chile machten trotz ihrer Christenheit nachteilige und ungünstige Erfahrungen, da die römisch-katholische Kirche bis 1925 die einzige offizielle Staatsreligion war, genossen Katholiken in verschiedenen Ebenen des chilenischen sozialen und politischen Lebens eine privilegierte Situation. Zum Beispiel durften Nichtkatholiken nicht auf Friedhöfen bestattet werden, so dass viele heimlich an den Hängen der Hügel begraben werden mussten. Außerdem wurden nicht-katholische Hochzeiten und Taufen nicht anerkannt. Ebenso war jede nichtkatholische Predigt im öffentlichen Raum verboten. Diese Situation änderte sich allmählich mit der Einführung von „säkularen Gesetzen“, wie eine Reihe von Reformen bekannt war, die aus dem Jahr 1880 von Präsident Domingo Santa María eingeführt wurden.
1854 genehmigte die römisch-katholische Kirche in Chile die Einrichtung eines kleinen Innenhofs auf dem Generalfriedhof von Santiago, der als „Patio der Dissidenten“ bekannt ist, in dem alle, die sich nicht zum katholischen Glauben bekannten, bestatten durften. Dieser Ort hätte in seinem gesamten Umfang mit sieben Meter hohen Mauern ummauert werden sollen, um ihn klar vom Rest des Friedhofs abzugrenzen, der als heiliger Ort galt, daher nach Ermessen der katholischen Kirche von damals die Bestattung von Nicht-Katholiken würden diesen Raum „profan“ machen. 1856 erreichte eine Gruppe Zillertaler Inklinanten die Häfen von Puerto Montt und Valparaíso und ließ sich rund um den Llanquihue-See nieder.
1884 wanderte eine Gruppe von 48 protestantischen Familien unter der Führung des deutschen Missionars Oskar von Barchwitz-Krauser aus Berlin aus, um das Dorf Contulmo in der heutigen Provinz Arauco zu gründen.
Die ersten pfingstlichen und methodistischen Prediger kamen aus den USA und England nach Chile und gründeten Anfang des 20. Jahrhunderts ihre ersten Kirchen. 1975 wurde zum ersten Mal der evangelische Dankgottesdienst abgehalten, der pfingst-methodistische und pfingstlerische Kirchen des Landes zusammenführte.  In den letzten Jahrzehnten hat die Zahl der Gläubigen pfingstlerischer Konfessionen in den unteren sozialen Schichten des Landes erheblich zugenommen.
Die chilenische Regierung erklärte 2008 jeden 31. Oktober zum Nationaltag der Evangelischen und Protestantischen Kirchen und war damit das erste lateinamerikanische Land, das ihn zum Gedenken an den Reformationstag zu einem gesetzlichen Feiertag machte.